# دختران زیبا (فیلم)
دختران زیبا (به انگلیسی: Beautiful Girls) فیلمی ۱۱۲ دقیقه‌ای در سبک کمدی، درام و عاشقانه به کارگردانی تد دم با بازی مت دیلون محصول کشور ایالات متحده آمریکا است.